# Šestoknjižje
Šestoknjižje ili Hekstateuh je prvih šest biblijskih knjiga, odnosno Mojsijevo petoknjižje i Knjiga o Jošui.